# Кашина (Болгария)
Кашина (болг. Кашина) — село в Благоевградской области Болгарии. Входит в состав общины Сандански. Находится примерно в 16 км к востоку от центра города Сандански и примерно в 61 км к юго-востоку от центра города Благоевград. По данным переписи населения 2011 года, в селе  проживало 10 человек, преобладающая национальность — болгары.

## Население
| Год     | 1934 | 1946 | 1956 | 1965 | 1975 | 1985 | 1992 | 2001 | 2011 |
| ------- | ---- | ---- | ---- | ---- | ---- | ---- | ---- | ---- | ---- |
| Жителей | 262  | 324  | 323  | 231  | 100  | 40   | 27   | 21   | 10   |

|  |